# Kansas-diszkográfia
A Kansas együttes 1973 óta 14 nagylemezt, hat koncertalbumot, hét válogatásalbumot és 25 kislemezt adott ki és összesen 15,5 millió albumot adott el.

## Albumok

### Stúdióalbumok
| 1974                            | Kansas - 1974 március - Kirshner Records                                    | 174 | —  | —  | - US: Aranylemez              |
| 1975                            | Song for America - 1975 február - Kirshner Records                          | 57  | —  | —  | - US: Aranylemez              |
| 1975                            | Masque - 1975 szeptember - Kirshner Records                                 | 70  | —  | —  | - US: Aranylemez              |
| 1976                            | Leftoverture - 1976 október - Kirshner Records                              | 5   | 2  | —  | - US: ötszörös platinalemez   |
| 1977                            | Point of Know Return - 1977. október 11. - Kirshner Records                 | 4   | 7  | —  | - US: négyszeres platinalemez |
| 1979                            | Monolith - 1979 május - Kirshner Records                                    | 10  | 18 | 27 | - US: Aranylemez              |
| 1980                            | Audio-Visions - 1980 szeptember - Kirshner Records                          | 26  | 96 | 35 | - US: Aranylemez              |
| 1982                            | Vinyl Confessions - 1982 június - Epic/Kirshner Records                     | 16  | —  | —  |                               |
| 1983                            | Drastic Measures - 1983 július - Epic/Kirshner Records                      | 41  | —  | —  |                               |
| 1986                            | Power - 1986 november - MCA Records                                         | 35  | 93 | —  |                               |
| 1988                            | In the Spirit of Things - 1988 október - MCA Records                        | 114 | —  | —  |                               |
| 1995                            | Freaks of Nature - 1995 július - Magna Carta Records                        | —   | —  | —  |                               |
| 1998                            | Always Never the Same - Release date: 1998. május 19. - Magna Carta Records | —   | —  | —  |                               |
| 2000                            | Somewhere to Elsewhere - 2000. július 11. - Magna Carta Records             | —   | —  | —  |                               |
| — : nem szerepelt a toplistákon |                                                                             |     |    |    |                               |

### Koncertalbumok
| 1978                            | Two for the Show - 1978 október - Epic/Legacy Recordings                           | 32 | 29 | - US: platinalemez |
| 1992                            | Live at the Whisky - 1992 - Intersound Records                                     | —  | —  |                    |
| 1998                            | King Biscuit Flower Hour Presents Kansas - 1998. október 20. - King Biscuit Flower | —  | —  |                    |
| 2001                            | Dust in the Wind - 2001 - Disky Communications Europe                              | —  | —  |                    |
| 2002                            | Device - Voice - Drum - 2002. október 8. - JVC Victor                              | —  | —  |                    |
| 2009                            | There's Know Place Like Home - 2009. október 13. - InsideOut Music                 | —  | —  |                    |
| — : nem szerepelt a toplistákon |                                                                                    |    |    |                    |

### Válogatásalbumok
| 1984                            | The Best of Kansas - 1984 augusztus - CBS Records                         | 154 | 86 | - US: négyszeres platinalemez |
| 1992                            | Carry On - 1992 - Sony BMG                                                | —   | —  |                               |
| 1994                            | The Kansas Boxed Set - 1994 július - Sony BMG                             | —   | —  |                               |
| 2002                            | The Ultimate Kansas - 2002. július 2. - Epic/Legacy Recordings            | —   | —  |                               |
| 2004                            | Sail On: The 30th Anniversary Collection - 2004. augusztus 31. - Sony BMG | —   | —  |                               |
| 2005                            | On the Other Side - 2005 - Sony BMG                                       | —   | —  |                               |
| 2006                            | Works in Progress - 2006. május 23. - Comependia Records                  | —   | —  |                               |
| — : nem szerepelt a toplistákon |                                                                           |     |    |                               |